# 虎ノ門ダイビル
虎ノ門ダイビル（とらのもんダイビル）は、東京都の東京地下鉄（東京メトロ）銀座線虎ノ門駅近くにあるオフィスビル。港区虎ノ門に所在する虎ノ門ダイビルウエスト（商船三井ビルディング）と千代田区霞が関に所在する虎ノ門ダイビルイーストからなる。このうち虎ノ門ダイビルイーストは旧・虎の門三井ビルディングにあたる。
虎ノ門ダイビルウエストと虎ノ門ダイビルイーストは、1970年代に商船三井ビルディングと虎の門三井ビルディングとして同一敷地内に総合設計制度により計画された建物である。虎の門三井ビルは1972年9月に竣工し、商船三井ビルは1979年11月に竣工した。

## 虎ノ門ダイビルウエスト

### 建物
東京都港区虎ノ門2丁目に所在する地上16階、地下3階のオフィスビルである。大手海運会社の商船三井が本社を置いており、ダイビルの資料では建物名を「商船三井ビルディング（虎ノ門ダイビルウエスト）」としている。商船三井ビルとも呼ばれる。
2005年3月25日に、商船三井系列のダイビル株式会社が本ビルを取得。今後30年間の継続使用を視野に入れ、内装更新や省エネルギー化、耐震補強などの大規模改修工事が行われた。この工事は空きフロアを作って建物内で順次オフィスを移転する方法で進められ、2009年1月に竣工した。これにより、ロングライフビル推進協会主催の第20回BELCA賞ベストリフォーム部門の表彰を受けた。

### 周囲
北側の外堀通り、西～南の環状2号、南～東の金刀比羅宮裏手の路地に囲まれた三角形の敷地にあり、虎ノ門ダイビルイースト（旧・虎の門三井ビル）は敷地東側、本ビルは環状2号に面した敷地西側に位置する。本ビルの計画時は虎の門三井ビルの別館の位置付けで、雁行構造とガラスカーテンウォールにより、統一感のある外観となっている。

## 虎ノ門ダイビルイースト
東京都千代田区霞が関3丁目に所在する地上14階、地下2階のオフィスビルである。1972年10月に竣工。旧称は虎の門三井ビルディングである。1999年3月にリニューアルされた。
2023年に三井不動産からダイビルが信託受益権を取得し、取得後のビル名称を「虎ノ門ダイビルイースト」とした。